# Дуквиц, Айке
Айке Дуквиц (нем. Eike Duckwitz; род. 29 мая 1980, Гамбург) — немецкий хоккеист на траве, защитник. Бронзовый призёр летних Олимпийских игр 2004 года, чемпион мира 2006 года, чемпион Европы 1999 года, бронзовый призёр чемпионата Европы 2005 года.

## Биография
Айке Дуквиц родился 29 мая 1980 года в западногерманском городе Гамбург.
Занимался хоккеем на траве в клубе «Ноймюнстер». Играл за «Киль» и гамбургский «Уленхорстер».
В 1998 году выступал за юношескую сборную Германии, в 1998—2001 годах — за молодёжную сборную. В её составе в 2001 году стал бронзовым призёром чемпионата мира в Хобарте.
С 1999 года выступал за сборную Германии. В том же году в её составе завоевал золотую медаль чемпионата Европы в Падуе. Впоследствии в 2005 году стал бронзовым призёром чемпионата Европы в Лейпциге.
Трижды выигрывал медали Трофея чемпионов: золото в 2001 году в Роттердаме, серебро в 2000 году в Амстелвене и в 2002 году в Кёльне.
В 2004 году вошёл в состав сборной Германии по хоккею на траве на летних Олимпийских играх в Афинах и завоевал бронзовую медаль. Играл на позиции защитника, провёл 7 матчей, забил 1 мяч в ворота сборной Испании.
В 2006 году завоевал золотую медаль чемпионата мира в Мёнхенгладбахе.
В 1999—2007 годах провёл за сборную Германии 156 матчей (все на открытых полях), забил 4 мяча.